# Bas Sibum
Bas Sibum (* 26. Dezember 1982 in Emmen-Nieuw-Amsterdam) ist ein ehemaliger niederländischer Fußballspieler.

## Karriere
Sibum begann seine Laufbahn beim SV Twedo in Nieuw-Amsterdam; der Fan von Wim Jonk und Phillip Cocu wechselte jedoch noch in der Jugend zu BVO Emmen. Hier begann der Mittelfeldspieler auch seine Profilaufbahn; in der Saison 2000/01 kam er als Einwechselspieler im Auswärtsspiel bei Heracles Almelo am 7. April 2001 erstmals in der Eerste Divisie zum Einsatz. In seinem dritten und letzten Jahr beim Zweitligisten war er Stammspieler, kam auf 33 Einsätze und fünf Tore; am Saisonende war Emmen Tabellenzweiter, konnte jedoch in der Relegation den Aufstieg nicht realisieren.
Beim FC Emmen wurde der 1,83 Meter große Sibum von Scouts des FC Twente entdeckt, der ihn zur Saison 2003/04 zum Ehrendivisionär nach Enschede holte. Hier konnte Sibum sich bei Trainer René Vandereycken bald einen Platz in der Stammformation neben Peter Niemeyer, Giorgi Gachokidse und Simon Cziommer sichern. In drei Spielzeiten absolvierte er 87 Spiele für die Tukkers, ehe er unter Trainer Fred Rutten, der ein Dreier-Mittelfeld mit Orlando Engelaar, Otman Bakkal und Karim El Ahmadi bevorzugte, letztlich nicht mehr über die Rolle des Ersatzmannes hinauskam. In der Winterpause verließen daher mit Niemeyer und Sibum zwei Mittelfeldakteure den Verein; Niemeyer ging zu Werder Bremen, Sibum wechselte zu Roda Kerkrade.
In seinem Jahr bei Roda JC konnte er sich in der Mannschaft von Raymond Atteveld nicht durchsetzen, erzielte jedoch hier am 10. Februar 2007 seinen ersten Eredivisie-Treffer beim 1:0-Sieg gegen den N.E.C., bei dem er im Januar 2008 einen Dreieinhalbjahresvertrag unterschrieb. In Nijmegen wurde er innerhalb kurzer Zeit zum Stammspieler und zu einem Liebling des Publikums. Im UEFA-Pokal konnte er bei Trainer Mario Been in sieben Spielen sein Können auch international unter Beweis stellen; für N.E.C. kam erst in der dritten Runde mit zwei 0:3- und 0:1-Niederlagen gegen den Hamburger SV das Aus. In der Saison 2009/10 warf ihn eine Hüftverletzung zurück, doch in der Winterpause kehrte er in die Mannschaft zurück. Mit N.E.C. konnte er jedoch in der Spielzeit 2010/11, nach den Plätzen elf und 13 in den Vorsaisons, erneut nicht in die erste Tabellenhälfte vordringen. Zur Saison 2011/12 wechselte Sibum ablösefrei zum deutschen Zweitligisten Alemannia Aachen, mit dem er jedoch als Tabellenvorletzter aus der Zweiten Liga abstieg. Folglich verließ er den Verein und wechselte zum belgischen Erstligisten Waasland-Beveren. Nachdem er von 2014 bis 2016 für Heracles Almelo gespielt hatte, wechselte Sibum zum unterklassigen MVV Alcides und beendete dort im Februar 2017 seine aktive Karriere.
Seit dem 1. Juli 2017 ist er Trainer der U-19 des FC Emmen.